# اوتو وینتزر
اوتو وینتزر (انگلیسی: Otto Winzer؛ ۳ آوریل ۱۹۰۲ – ۳ مارس ۱۹۷۵) یک سیاست‌مدار اهل جمهوری دمکراتیک آلمان بود.